# Retusa xystrum
Retusa xystrum är en snäckart som beskrevs av Dall 1919. Retusa xystrum ingår i släktet Retusa och familjen Retusidae. Inga underarter finns listade i Catalogue of Life.